# Роренфельс
Роренфельс (нім. Rohrenfels) — громада в Німеччині, розташована в землі Баварія. Підпорядковується адміністративному округу Верхня Баварія. Входить до складу району Нойбург-Шробенгаузен. Складова частина об'єднання громад Нойбург-ан-дер-Донау.
Площа — 17,52 км2. Населення становить 1590 ос. (станом на 31 грудня 2020).